# Vuoskomjaure
Vuoskomjaure är en sjö i Gällivare kommun i Lappland och ingår i Råneälvens huvudavrinningsområde.
Sjöns namn stavas på aktuella kartor Vuoskunjávrre, vilket är samiska och betyder Abborrsjön.